# The Silence (pel·lícula de 2019)
The Silence és una pel·lícula de terror estatunidenca del 2019 protagonitzada per Kiernan Shipka, Miranda Otto i Stanley Tucci. La pel·lícula està dirigida per John R. Leonetti i alhora està basada en la novel·la homònima escrita per Tim Lebbon, que narra l'atac d'unes estranyes criatures alades que cacen mitjançant el so.

## Sinopsi
Un equip d'investigació de coves descobreix una espècie desconeguda de criatura alada en una mina. Les criatures maten violentament els investigadors, surten volant de la mina i cerquen les zones més sorolloses. L'Ally, una jove sorda, decideix allunyar-se de la ciutat on viu amb la seva família. Durant el camí cap al nord, on els supervivents han establert un refugi per a defensar-se de les criatures, la família es troba amb els membres d'un estrany culte que planeja raptar l'Ally.

## Repartiment
- Stanley Tucci com a Hugh Andrews
- Kiernan Shipka com a Ally Andrews
- Miranda Otto com a Kelly Andrews
- Kate Trotter com a Lynn
- John Corbett com a Glenn
- Kyle Harrison Breitkopf com a Jude Andrews
- Dempsey Bryk com a Rob
- Billy MacLellan com el sacerdot